# Eternal Sonata
Eternal Sonata (トラスティベル ～ショパンの夢～, Torasuti Beru Shopan no Yume) é um role playing game original criado por tri-Crescendo, um dos criadores de Baten Kaitos e Baten Kaitos Origins. A versão para Xbox 360 do jogo foi lançada em 14 de junho de 2007 no Japão, em 17 de setembro de 2007 na América do Norte, e em 19 de outubro de 2007 na Europa.  O jogo também será lançado para o PlayStation 3 em meados de 2008 com conteúdo adicional.[carece de fontes?]
O jogo é sobre o pianista e compositor Frédéric Chopin, que morreu de tuberculose com 39 anos. A história mostra um mundo fictício sonhado por Chopin durante suas últimas horas que é influenciado pela vida e pela música de Chopin, e no qual ele mesmo é um personagem jogável, entre outros. O jogo possui uma seleção das composições de Chopin tocadas pelo pianista Stanislav Bunin, apesar da maioria das músicas do jogo terem sido compostas por Motoi Sakuraba. O sistema de batalha do jogo consiste em elementos musicais e ataques especiais específicos de cada personagem. A luz e a escuridão são importantes na aparência e habilidades dos inimigos no campo de batalha, assim como os tipos de magia que podem ser usadas.

## Enredo
O jogo é apresentado em capítulos e cada capítulo principal é nomeado de acordo com um dos famosos trabalhos de Chopin (Por exemplo, o capítulo Revolution é nomeado de acordo com o Revolutionary Etude).  O enredo do jogo segue dois estilos diferentes de narrativa; o primeiro, a narrativa principal, é a história do mundo fictício que Chopin está experimentando em seu leito de morte. A outra narrativa oferece informações históricas sobre a vida de Chopin que são consideradas relevantes aos atuais desenvolvimentos do enredo no mundo fictício e é mostrada em momentos-chave no decorrer do jogo. Esta narrativa é acompanhada por uma reprodução da música na qual o capítulo se inspira.
O mundo fictício contém dois grandes reinos que estão atualmente às margens de uma guerra, Forte e Baroque. Polka, uma jovem garota que mora em Tenuto, uma vila no território de Forte, sofre de uma doença terminal. Um efeito colateral de qualquer doença terminal é a habilidade de fazer magias; isso leva as pessoas normais a se afastarem de usuários de magia, temendo contrair a doença. Polka é constantemente avisada por sua Mãe que ela deve um dia se jogar no mar e que ela irá entender o motivo quando a hora chegar. Nesse meio tempo, Polka tenta sobreviver vendendo "Floral Powder" como um agente curativo mas não consegue competir com o preço do "Mineral Powder", uma cura milagrosa viciante oferecida pelo Castelo de Forte e que é livre de impostos. Depois ela se encontra com Frederic Chopin que oferece ajuda para levá-la ao Conde Waltz, o governante de Forte, para que ela possa ter uma conversa com ele para aumentar o preço do Mineral Powder.
O par encontra depois 2 jovens garotos órfãos, Allegretto e Beat, que também estão planejando pedir para o Conde Waltz abaixar os impostos para que eles possam assim alimentar os outros órfãos da cidade deles. Enquanto eles viajam, Allegretto e Polka se aproximam, e eles sentem uma estranha conexão. Polka também aprende que criaturas estranhas chamadas de "agogos" reagem completamente diferente perto dela do que perto de qualquer outra pessoa, emitindo um brilho estranho.
O grupo é preso quando eles chegam a Forte mas eles conseguem fugir com a ajuda de um grupo ilegal de resistência que quer a renuncia do Conde Waltz. A resistência informa ao grupo que eles estão trabalhando para o Príncipe Crescendo, o suposto governante de Baroque, e eles partem juntos para informá-lo dos acontecimentos atuais. No Castelo de Baroque o grupo aprende que o Mineral Powder possui efeitos colaterais devastadores e mortais e que o Conde Waltz está usando sua natureza viciante para treinar um exército poderoso com a intenção de atacar Baroque. Polka, ainda preocupada com as palavras de sua Mãe, decide se desfazer de sua posse mais valorizada, uma pedra de formato único dada a ela por "alguém especial", jogando-a no mar ao invés de sí mesma. Allegretto então surpreende Polka dando-a uma pedra de formato idêntico para substituir a outra.
Após aprender que Forte tem um espião entre seus mais confiáveis servos, Príncipe Crescendo decide que a única maneira de evitar derramamento de sangue é se render ao Conde Waltz em troca dele deixar Baroque e seu povo em paz. O grupo consegue parar Crescendo antes de ele chegar ao território de Forte, mas eles logo descobrem que Conde Waltz já está começando seu ataque em Baroque. O grupo consegue derrotar Waltz em batalha e impede a invasão de Baroque mas não consegue impedir seu conselheiro Legato de usar uma versão mais forte e experimental do Mineral Powder nele mesmo. O novo Mineral Powder o transforma em uma criatura tão poderosa que abre e atravessa um buraco para outra dimensão.
O grupo segue Legato nesta nova dimensão e descobre que ela é ocupada pelas almas de todos aqueles que faleceram por usar Mineral Powder. Eventualmente alcançando Legato, eles conseguem derrotá-lo e ganham acesso ao núcleo da Terra. Aqui, Frederic Chopin anuncia que ele ainda está convencido de que todo este mundo é apenas um sonho dele, sua jornada final antes da morte, e que ele precisa enfrentar sua própria alma antes dele poder partir. Ele então enfrenta o grupo numa batalha final e é derrotado.
Percebendo que isso é o fim de sua jornada, Polka agradece ao grupo por ajudá-la e se joga do abismo no mar. Allegretto fica aterrorizado e culpa Chopin pela morte de Polka. É vista então uma Polka mais jovem, renascida caindo vagarosamente do céu nos braços de sua mãe, que estava obviamente esperando por este momento. A cena, espelhando a abertura, retrata uma Polka mais jovem e sua mãe enquanto Chopin narra, finalmente percebendo a verdadeira natureza desse mundo. A Polka jovem fala então para sua mãe que ela ouve alguém chamando e esta a informa que ela está ouvindo o chamado de seu "alguém especial". A jovem Polka se despede de sua mãe enquanto é arrastada de volta ao ar por uma força desconhecida.
De volta ao resto do grupo, ainda aterrorizado pelos eventos recentes, Polka é vista flutuando, voltando de onde caiu, cercada de agogos brilhantes. Polka sabe que foi reunida com seu verdadeiro amor e abraça um Allegretto aliviado. Finalmente, no mundo real, o espírito de Chopin sai de seu corpo e toca seu piano uma última vez, em um mar desabrochante das flores noturnas Heaven's Mirror, compondo uma canção inspirada em Polka.

## Personagens
Todos os personagens em "Eternal Sonata", com a exceção das pessoas do mundo real tais como Chopin, são nomeados de acordo com termos musicais.
Nota: Os nomes dos personagens ligam-se a artigos de seus respectivos termos musicais, e não a artigos dos personagens em sí.
Frédéric François Chopin (フレデリック・フランソワ・ショパン, Furederikku Furansowa Shopan)Enquanto está morrendo de tuberculose no mundo real, Chopin sonha com esse mundo. Ele é retratado como um cavalheiro alto usando uma longa capa e cartola. Ele luta usando uma batuta como arma.
Dublado por: Mitsuaki Madono (Japonês), Patrick Seitz (Inglês)
Polka (ポルカ, Poruka)Uma garota de 14 anos com uma sentença de morte pairando sobre sua cabeça: ela consegue usar magia, um sinal de doença no mundo dela. Por conta disso, ela é evitada por muitos, mas ainda assim tem uma personalidade doce e gentil. Chopin menciona que ela lembra sua irmã, que também morreu de tuberculose. Ela luta usando uma sombrinha como arma.
Dublada por: Aya Hirano (Japonês), Erin Fitzgerald (Inglês)
Allegretto (アレグレット, Areguretto)Um moleque de 16 anos com um complexo de Robin Hood, roubando para alimentar os mais pobres. Ele é confiante e forte, mas não é estúpido. Um revolucionário de coração, ele possui um lado gentil, mais mostrado com Beat, que ele tomou como um irmão mais novo, e Polka, que ele ama. Ele luta usando uma espada simples como arma.
Dublado por: Hiro Shimono (Japonês), Sam Riegel (Inglês)
Beat (ビート, Bīto)Um órfão de 8 anos cuja posse mais valorizada é sua câmera. Apesar de ele geralmente não entender o que Alegretto e os outros dizem até depois e mantém um ar de inocência, ele não é um novato em lutas. Ele maneja um rifle que lembra um clarinete que também funciona como um martelo. 
Dublado por: Yumiko Kobayashi (Japonês), Mona Marshall (Inglês)
Viola (ビオラ, Biora)Uma jovem fazendeira que o grupo encontra no interior. Ela é durona e consegue se virar bem sozinha, sendo um pouco mais velha que os outros do grupo. Ela luta usando um arco-e-flecha como arma. Ela possui um bicho de estimação chamado de Arco que está sempre junto do grupo.
Dublada por: Houko Kuwashima (Japonês), Megan Hollingshead (Inglês)
Salsa (サルサ, Sarusa)A guardiã da Floresta Agogo que o grupo encontra enquanto está preso nos cabalouços do Castelo de Forte. Ela é um tanto atrevida, faladeira e energética em alguns momentos. Ela luta usando anéis solares como armas.
Dublada por: Mika Kanai (Japonês), Amy Rose (Inglês)
MarchA guardiã da Floresta Agogo. Irmã gêmea de Salsa. Ela costuma ser a mais racional das duas, tornando-a um contraste em relação à Salsa. Ela luta usando aneis lunares como armas.
Dublada por: Chiwa Saito (Japonês), Amy Rose (Inglês)
Jazz (ジルバ, Jiruba, seu nome em japonês é uma transliteração de "jitterbug")Líder do grupo revolucionário Andantino. Quieto e sério, ele se preocupa com os danos que Conde Waltz possa estar causando ao povo com o Mineral Powder e os processos utilizados na sua mineração. Ele luta usando uma espada de duas mãos como arma. 
Dublado por: George Nakata (Japonês), D.C. Douglas (Inglês)
Falsetto (ファルセット, Farusetto)A tenente de Jazz no Andantino, ela é perceptiva e forte, e secretamente não gosta de Claves. Ela luta usando socos ingleses como armas.
Dublada por: Tomoe Hanba (Japonês), Julie Ann Taylor (Inglês)
Claves (クラベス, Kurabesu)Namorada de Jazz e outro soldado do Andantino. É revelado que ela é uma espiã do Conde Waltz e é morta por escolher ajudar Jazz. Ela luta usando uma rapieira como arma.
Dublada por: Mie Sonozaki (Japonês), Tara Platt (Inglês)

## Jogabilidade
"Eternal Sonata" segue muitas convenções gerais de um típico role playing game de console: o jogador controla um grupo de até dez personagens para explorar o mundo, falando com seus habitantes, comprando e vendendo equipamentos em lojas, e encontrando monstros enquanto estão no campo. Estes encontros são visíveis, e o jogador pode evitar encontros se desejar, e se for possível, assim como ganhar uma vantagem sob os monstros ao atacá-los por trás. Pontos de experiência são recompensas a todos os membros do grupo, apesar de chegar numa taxa reduzida para aqueles que não participam dos combates, e os personagens evoluem em várias estatísticas com cada nível de experiência assim como aprendem técnicas especiais de combate. Armas, armaduras e acessórios podem ser usados para melhorar essas estatísticas, e podem ser comprados com dinheiro obtido em combate, achado em baús, ou vendendo equipamentos e fotografias que podem ser tiradas pelo personagem Beat durante uma batalha. O jogador também pode encontrar Score Pieces espalhadas pelo mundo, que representam frases musicais curtas. Vários Personagens Não Jogáveis (PNJ ou NPC, do inglês Non Playable Character) no jogo se oferecem para tocar com o grupo, pedindo que o jogador combine um Score Piece com a frase oferecida pelo NPC, e a composição resultante é avaliada. Combinações fora de tom não resultam em nada, mas combinações perfeitas ou perto disso ganham um item do NPC. Também é uma história bastante cinemática, tendo várias cenas que duram até 20 minutos, ou mais.

### Combate
Enquanto o sistema de combate principal é baseado em turnos usando apenas 3 personagens do grupo, ele incorpora elementos de um jogo de ação. O turno de cada personagem é precedido de um Tactical Time, um período de tempo que o jogador pode usar para decidir o que vai fazer com dado personagem. Quando o jogador inicia uma ação ou o Tactical Time termina (em função do Party Class Level), o jogador tem então uma quantidade limitada de tempo demonstrada por uma Barra de Ação para mover o personagem, atacar o inimigo, e usar habilidades de recuperação ou itens. Ataques normais são feitos em mano-a-mano ou a distância dependendo da arma do personagem, e adicionam uma pequena quantidade de tempo de volta à Barra de Ação, e também adicionam ao medidor de "Ecos" do grupo. Habilidades especiais que podem incluir ambos ataques defensivos e habilidades de recuperação consomem os Ecos que foram gerados até aquele ponto, e têm um efeito mais poderoso relativo a esse número de Ecos.  No caso de um personagem se defender de um ataque, há um pequeno período de tempo antes do ataque atingir no qual o jogador pode pressionar um botão para bloquear um pouco do dano do ataque, ou pode até contra-atacar o golpe e interromper o turno do monstro. Itens de recuperação e outros itens descartáveis são mantidos em uma bolsa normal com uma capacidade limitada; o jogador precisa "escolher" itens para pôr na bolsa para que assim eles possam ser analisados e usados durante a batalha.
Áreas iluminadas ou escuras no campo de batalha geradas pela hora do dia, meio ambiente, e sombras dos personagens e monstros afetam o combate. Cada personagem do grupo tem uma ou mais habilidades especiais que são ativadas em áreas iluminadas, e um número similar que são ativadas em áreas escuras , mas com efeitos muito diferentes. Os próprios monstros podem ter um conjunto de poderes que são afetados pela área na qual eles se localizam no campo de combate, enquanto outros mudam de forma quando eles se movem entre áreas iluminadas e escuras. O jogador pode manipular a natureza das áreas usando itens especiais, mas isso pode ser afetado também pelos próprios monstros, ou através de mudanças dinâmicas no ambiente, tal como a sombra de uma nuvem se movendo pelo solo.
Ao avançar no jogo, o jogador aumenta seu "Party Class Level". Cada nível garante alguns bônus e alguns limites no combate. Por exemplo, um Party Class Level aumenta o número de habilidades especiais que cada personagem pode usar na batalha, mas ao mesmo tempo, corta uma quantidade de Tactical Time e tempo disponível na Barra de Ação.

## Áudio
Eternal Sonata possui uma enorme trilha sonora, quase toda composta por Motoi Sakuraba, com sete das   composições de Chopin tocadas por Stanislav Bunin e apresentadas em som surround 5.1. As músicas de Chopin presentes na trilha incluem Étude Op. 10, No. 12, Étude Op. 10, No. 3 e Polonaise Op. 53. Um aria japonês composto por Sakuraba intitulado de "Heaven's Mirror" (鏡天花, Kyōtenka) também é tocado por Akiko Shinada para a trilha sonora. As músicas de fundo do jogo foram lançadas no Japão como um álbum de 4 discos intitulado de Trusty Bell: Chopin's Dream Original Score (トラスティベル ～ショパンの夢～ オリジナルスコア, Torasuti Beru ~Shopan no Yume~ Orijinaru Sukoa) em 25 de julho de 2007 sob gravação da King Records.

## Desenvolvimento
Diz o diretor Hiroya Hatsushiba:

| “ | Pessoas que jogam jogos e pessoas que amam música clássica não necessariamente compartilham [os] mesmos tipos de interesses. A maioria dos japoneses conhece o nome Chopin; porém, a maioria das pessoas que conhece Chopin pensa que ele é apenas um compositor ótimo sem saber mais nada sobre ele. A maioria delas ouviu as músicas de Chopin mas nem todos conseguiam dizer que eram trabalhos dele. Ao criar um mundo colorido de fantasia no sonho de Chopin, eu esperava que as pessoas se interessariam por esse jogo facilmente e também passariam a saber o quão boas são as músicas de Chopin. | ” |

Para a localização, o texto do jogo foi "proofread" pela Frederick Chopin Society em Warsaw. O time de localização queria ser o mais historicamente preciso possível, sem perder a mensagem original do script.
Em 23 de abril de 2007, os ESRB postaram sua classificação para Eternal Sonata listando o jogo como se fosse ser lançado no Xbox 360 e no PlayStation 3. Porém, quando as notícias sobre isso rapidamente se espalharam, os ESRB removeram a listagem completamente. Em 11 de setembro de 2007, o site oficial da Bandai Namco listou Eternal Sonata como "Em breve no PlayStation 3", e listou também a versão de Xbox 360 como "Disponível agora." Novamente, como as notícias se espalharam rapidamente, a informação foi removida. No dia seguinte, scans da Famitsu foram lançadas, confirmando o lançamento do jogo para o Playstation 3.  Em 14 de setembro de 2007 a Bandai Namco oficialmente anunciou que Eternal Sonata viria para o PS3, durante a primavera de 2008 no Japão.
Além disso, a Namco Bandai falou que terá conteúdo extra exclusivo para a versão do PlayStation 3, que inclui 2 novos personagens jogáveis, Crescendo e Serenade, que tinham papéis bastante importantes no enredo do jogo, mas não eram jogáveis na versão do Xbox 360, e um novo sistema de roupas, no qual o jogador poderá mudar a aparência do seu personagem livremente. [carece de fontes?]

## Recepção
A ansiedade foi enorme antes do lançamento do jogo, tendo ele até mesmo alcançado a quarta colocação nas pré-compras de jogos da Amazon Japan não muito depois de uma demo ficar desponível no Mercado Japonês, e até mesmo primeiro no ranking de jogos da Amazon Japan não muito depois do lançamento do jogo. A Famitsu deu ao jogo as notas 9/9/9/8, para um score total de 35/40.
Durante sua semana de lançamento, o jogo alcançou o segundo lugar nas tabelas de vendas japonesas.
Na semana seguinte, ficou em 35º. 
Na E3 2007, ele ganhou o prêmio da GameTrailers.com's para Melhor Role-Playing Game e o prêmio do IGN para Melhores Músicas Originais no Xbox 360, e foi um concorrente em Melhor RPG, Melhor Design Artístico no Xbox 360 e Melhor Utilização de Som no Xbox 360.
No oeste, ele recebeu várias notas altas. O Metacritic deu uma nota de 79% baseado em 53 reviews.